# Ruhenstroth
Ruhenstroth é uma comunidade e uma região censitária no condado de Douglas, estado de Nevada, nos Estados Unidos. Segundo o censo levado a cabo em 2010 tinha uma população de 1.293 habitantes.

## Geografia
Ruhenstroth fica localizado a 10 quilómetros a sudeste de  Minden, a sede do condado, ao longo da U.S. Route 395.De acordo com o  United States Census Bureau, Ruhenstroth tem uma área total de 7.3 km2, todos de terra.